# Ионинская улица
Ионинская улица — улица в районе Лефортово Юго-Восточного административного округа города Москвы.

## Происхождение названия
Улица названа в конце XIX века, предположительно, получила название по фамилии домовладельца.

## История
Согласно картам XIX века район улицы не был заселён: недалеко от нынешней улицы находилось Немецкое (ныне — Введенское) кладбище, а сама территория входила в состав Лефортовской Слободы и села Александровское. Одними из первых карт, отражающих существование в данном месте улицы Ионинской, являются карты 1901 — 1903 гг.
Во времена Большого террора жильцы некоторых домов были репрессированы.
Ранее за улицей были закреплены объекты памятника архитектуры — комплекс зданий (здание базисного склада и гаража) СНАБГРЭССа (ныне имеют адресацию Юрьевского переулка).

В сентябре 2022 года мэром Москвы Сергеем Собяниным был утверждён проект строительства автомобильной эстакады через пути Казанского направления МЖД: эстакада должна пройти по территории Ионинской и Боровой улиц.

## Расположение
Улица начинается от Юрьевского переулка и заканчивается тупиком, упирающимся в железнодорожные пути Казанского направления МЖД.
За улицей не закреплено домов: здания и строения, физически располагающиеся по сторонам улицы, имеют адресацию других улиц (Боровая ул., Юрьевский переулок). Фактически располагающиеся на улицы дома и строения — автостоянки и складские здания.

## Транспорт

### Автобусы
Непосредственно сама улица не обслуживается уличным общественным транспортом, однако недалеко от неё располагаются автобусные остановки «Сторожевая улица» (в Юрьевском переулке) и «Сторожевая улица, 20» (на Ухтомской улице).

### Метрополитен
- Лефортово — примерно в 700 м к западу от начала улицы.

### Железнодорожный транспорт
- Платформа «Сортировочная» МЦД-3 — примерно в 100 м к юго-востоку от конца улицы.

## Фотогалерея

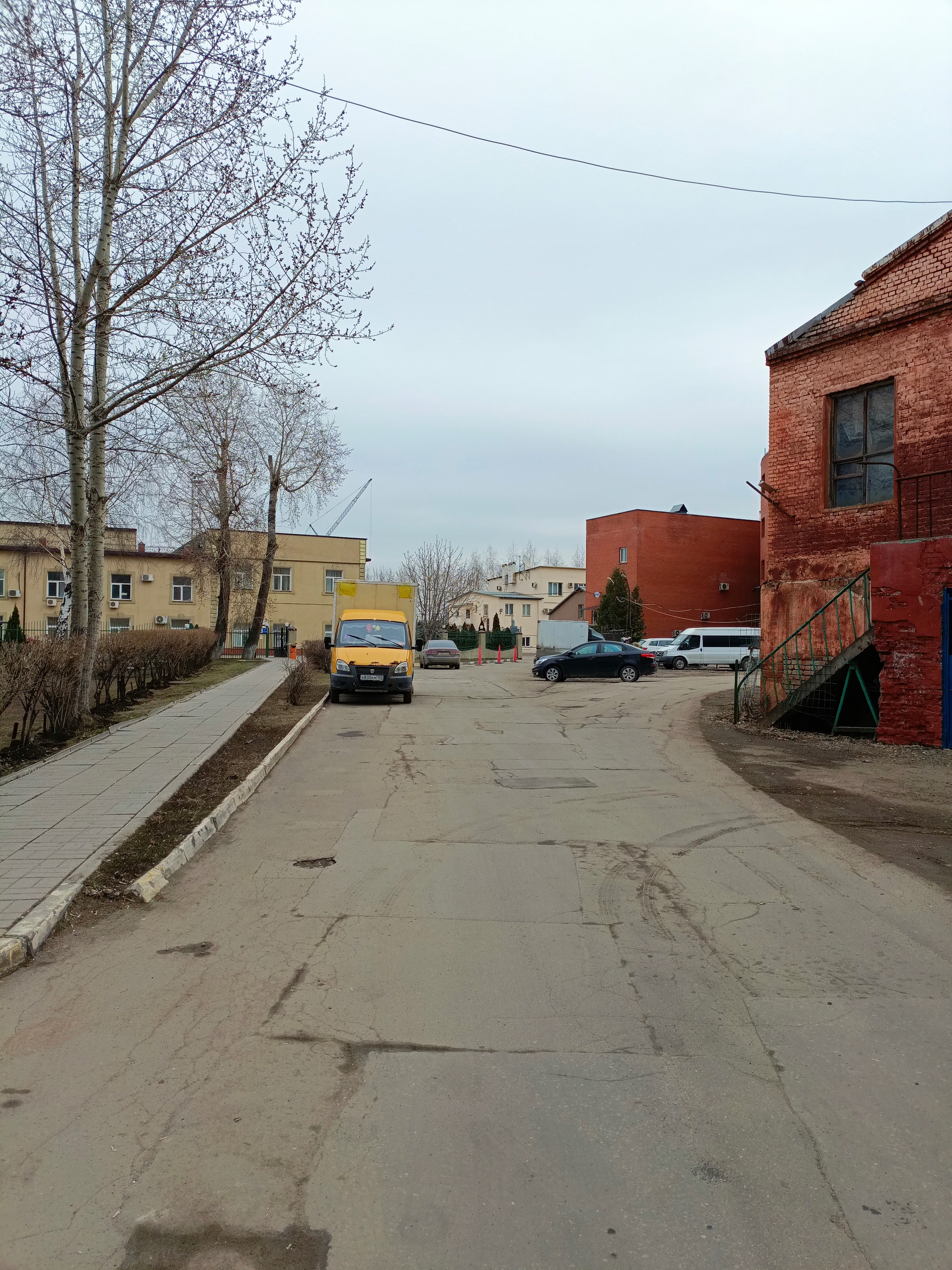
Вид на часть улицы от Юрьевского переулка